# Promieniowanie korpuskularne
Promieniowanie korpuskularne – promieniowanie jonizujące będące strumieniem cząstek. Z uwagi na dualizm korpuskularno-falowy termin ten ma głównie znaczenie historyczne; użyty we współczesnych kontekstach obejmuje jedynie te cząstki, które nie są kwantami promieniowania elektromagnetycznego.
Cząstkami promieniowania korpuskularnego są cząstki elementarne lub cząstki złożone o różnej budowie, ładunku i masie, a przy tym mające odpowiednio dużą prędkość - zbliżoną do prędkości światła w próżni.
Ze względu na źródło można podzielić promieniowanie korpuskularne na:
- promieniowanie jądrowe – strumień cząstek wytwarzany podczas przemian jąder atomowych,
- promieniowanie kosmiczne,
- promieniowanie wytwarzane w akceleratorach.

Ze względu na rodzaj cząstek wyróżnia się m.in.:
- promieniowanie alfa – strumień jąder helu,
- promieniowanie beta – strumień elektronów lub pozytonów,
- promieniowanie neutronowe,
- promieniowanie protonowe.